# Anthony Deau
Anthony Deau (Saint-Avaugourd-des-Landes, 1970 - Boulogne-Billancourt, 9 oktober 2017) was een Frans jockey.

## Levensloop
Deau won meer dan 800 races, waaronder de Grote Prijs van Reims, de Dianaprijs (Le Prix de Diane) te Chantilly, de Saint Leger en driemaal het W.J. Jochems Memoriaal en de Generaal G.J.A.A. Baron van Heemstra-prijs.
Hij overleed in het Hôpital Ambroise-Paré te Boulogne-Billancourt na een valpartij met het paard Tocantins tijdens de meeting van Mons-Ghlin in de hippodroom van Wallonië te Ghlin. Het paard Tocantins werd ter plekke geëuthanaseerd.
Hij was woonachtig te Oostende.